# Maria Hoop
Maria Hoop (Limburgs: D'n Deelgaard), en ook wel gespeld als Mariahoop of Maria-Hoop, is een kerkdorp in de gemeente Echt-Susteren in de Nederlandse provincie Limburg. De juiste schrijfwijze is Maria Hoop, dus zonder verbindingsstreepje en met hoofdletters.
De plaats, waarin circa 1.350 mensen wonen, omvat naast twee wijken het gehele landelijke gebied dat tussen Koningsbosch, de grens met Duitsland, de gemeentegrens met Roerdalen en het nabijgelegen dorp Pey is gelegen. Hierdoor is het wat oppervlakte betreft een van de grootste plaatsen van de gemeente. Evenals de buurtschappen Echterbosch en Putbroek ligt de kern erbij in de vorm van een lintdorp.
Door het ontbreken van winkels en andere voorzieningen zijn de inwoners vooral aangewezen op naburige grotere dorpen als Echt, Montfort, Pey en ook wel het Duitse Waldfeucht.
De naam Maria Hoop is pas in 1953 ingevoerd; daarvoor heette de plaats officieel Diergaarde, vreemd genoeg uitgesproken als "de Deelgaard". Deze oude naam wordt thans plaatselijk nog vaak gebruikt.
Ten noordoosten van Maria Hoop ligt het Slot Annendael.

## Etymologische oorsprong
Het dorp heeft zijn naam ontleend aan de plaatselijke kerk genaamd Moeder der H. Hoop, wier naam refereert aan de Heilige Maagd Maria. Het tweede deel van de dorpsnaam, 'hoop', komt van het Nederlandse woord hoop 'verwachting', verwant aan Oudengels hopa en Oudfries hope.

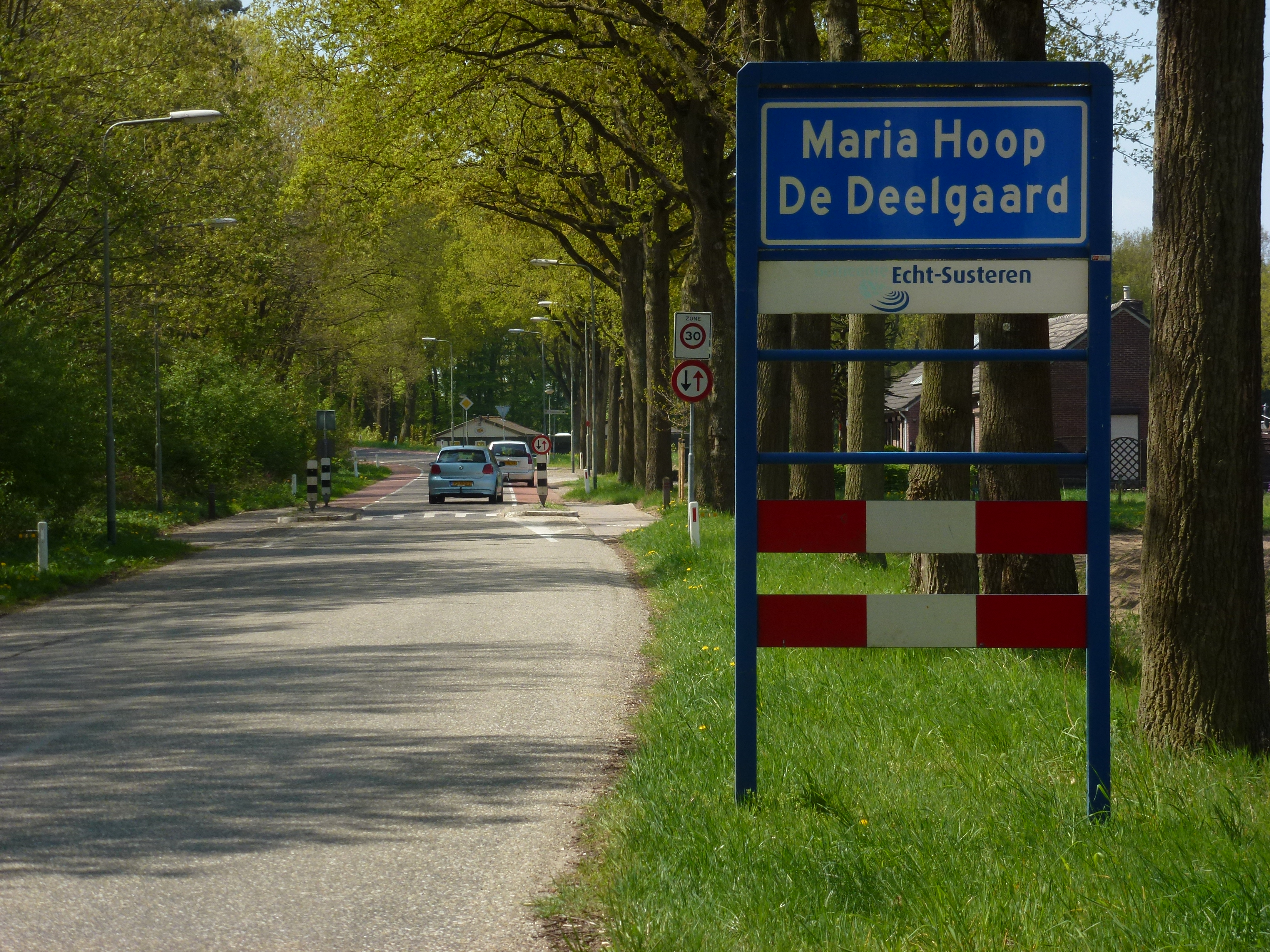
Entreebord

De vroegere naam van het dorp, Diergaarde, was ontleend aan een leengoed waarvan de oudste vermelding uit 1405 dateert. Oude spellingswijzen van de naam zijn onder andere Diergaerde, Diergaerden en Diergarde. De naam betekent letterlijk "tuin van dieren." Het eerste deel van de naam komt van Oudhoogduits tiur 'dier', en het tweede deel van gotisch gards 'huis, hof' (verwant aan Oudhoogduits garto, gart 'tuin').
Het is niet zeker waarom er een wezenlijk verschil is tussen het Nederlandse Diergaarde en het Limburgse Deelgaard, hoe de 'r' naar een 'l' had kunnen gaan (of vice versa). Een correcte vertaling van het Nederlands naar het Limburgs zou immers 'Deergaard' moeten zijn. Het is mogelijk dat het gaat om een misverstand tussen Limburgssprekenden en niet-Limburgerssprekenden: een van de twee partijen kan de naam verkeerd hebben verstaan en er toen het ene van hebben gemaakt. Eveneens zou het kunnen dat het eerste deel van Deelgaard wellicht op iets heel anders wijst dan 'dier': misschien naar het Oudhoogduitse adal 'edel, nobel' (denk aan de persoonsnaam Adelgard/Edelgard), of zelfs naar de voornaam Odilia (van Oudhoogduits ôt 'erfbezit, rijkdom'). Het zou best kunnen dat het dorp in den beginne Odiliagaard heeft geheten en de inwoners er in de loop van de tijd Dielgaard (Diel is namelijk een logische afkorting van de voornaam Odilia) en er uiteindelijk Deelgaard van hebben gemaakt. Oude spellingswijzen van de Limburgse variant (zoals Dielgaarde, Dielgaert en Dielgarten) en het feit dat het dorp zo'n 12,5 kilometer van het dorp Sint Odiliënberg ligt, maken dit geen onaannemelijke theorie.

## Bezienswaardigheden
- Slot Annendael, aan de Echterboschbaan, vier kilometer ten noordoosten van het dorp bij buurtschap Annendaal
- De Onze-Lieve-Vrouw Moeder der Heilige Hoopkerk, van 1925
- De Mariakapel
- Het Passionistenklooster, van 1925
- De Bollenberg, aan de Boekhorstweg, ten noorden van het dorp.
- Het Indië-monument aan de Vlaskuilseweg gedenkt de gesneuvelden die tussen 1945 en 1949 in Indië gevallen zijn: luitenant Tony van Birgelen, soldaat Matthieu Aarts en soldaat Arthur Kurstjens.
- Een der laatste 19 overgebleven luchtwachttorens in Nederland bevindt zich aan de Akerstraat, nabij de Nederlands-Duitse grens.

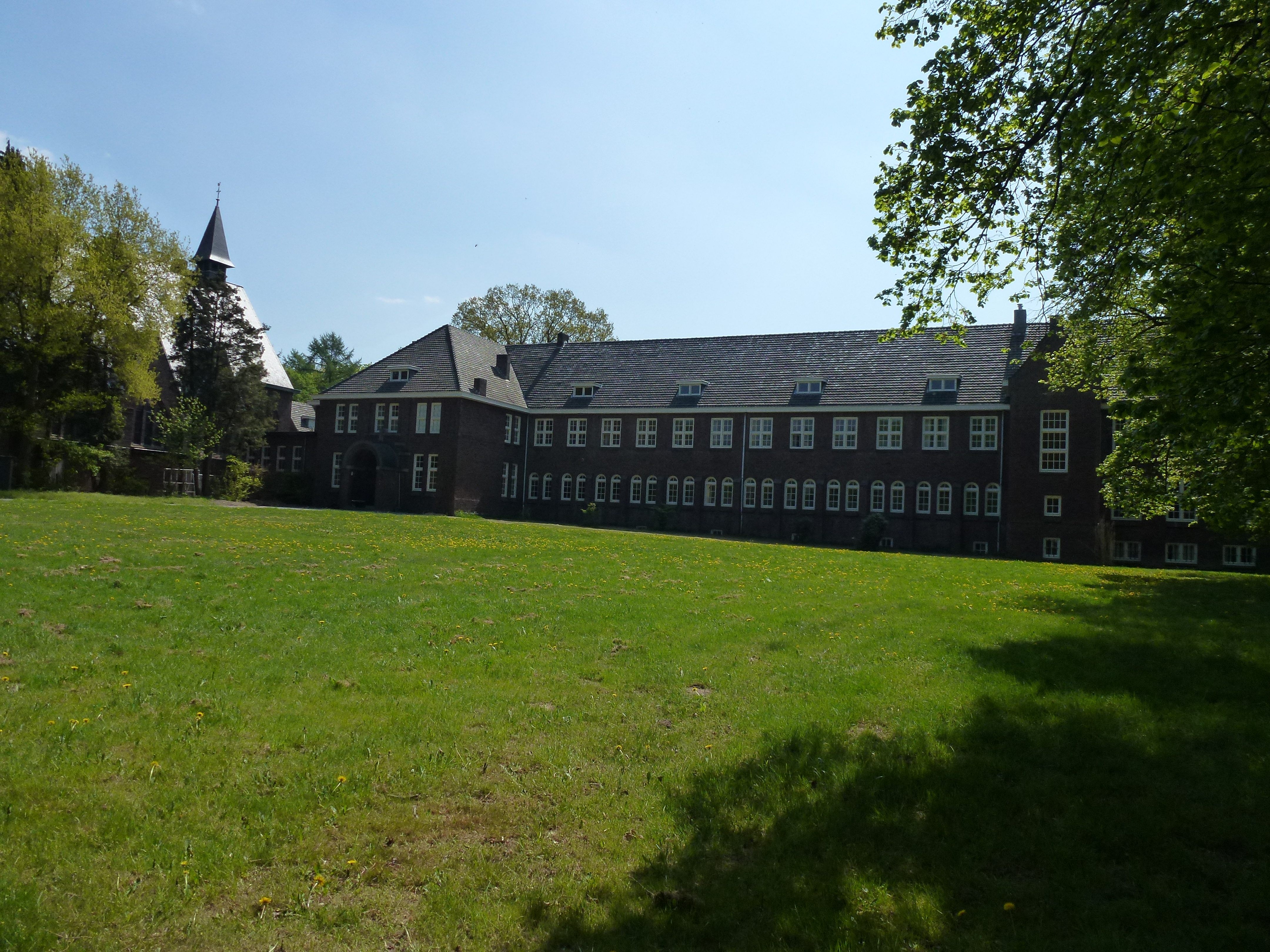
Voormalig klooster Maria Hoop
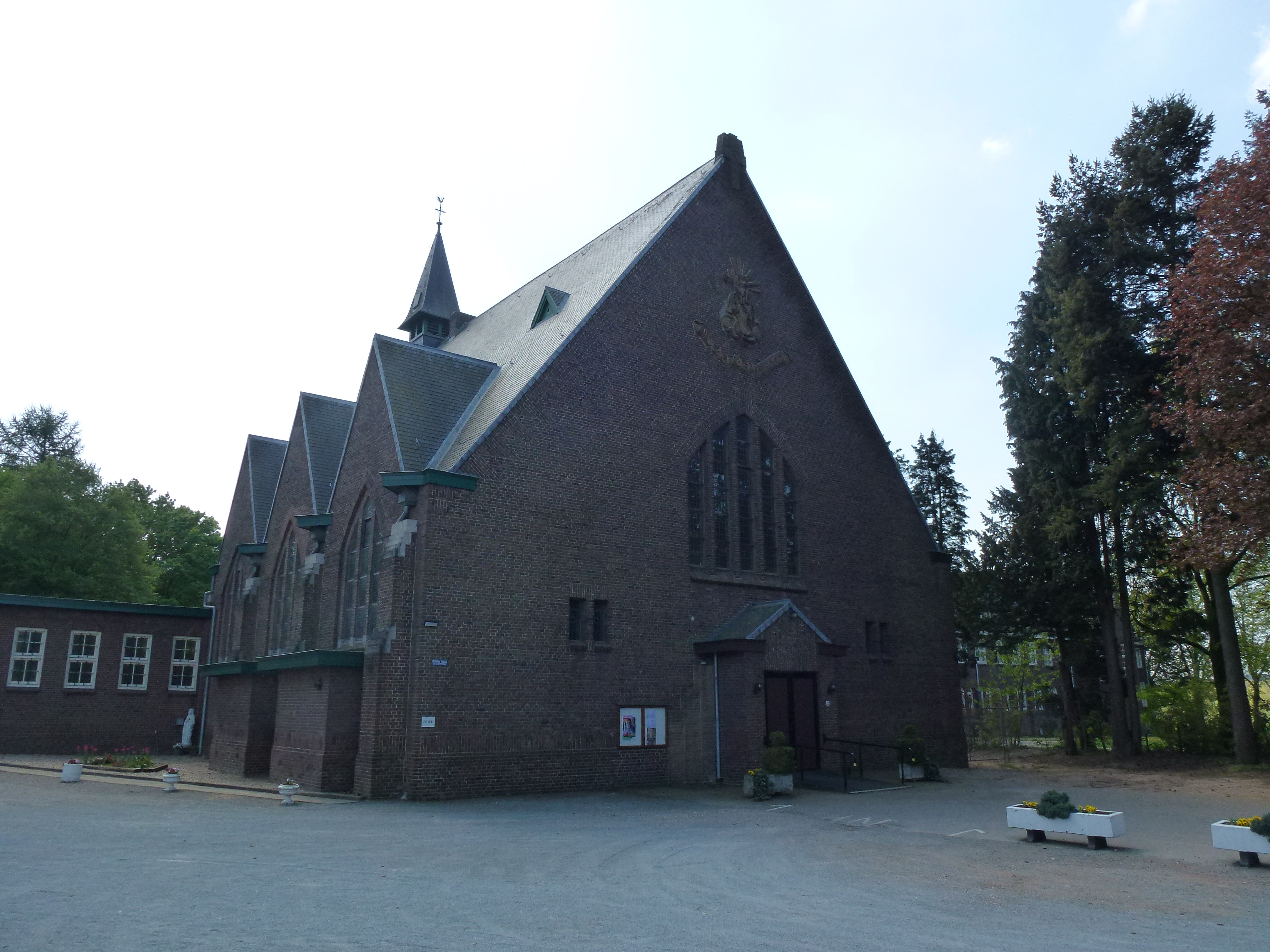
Parochiekerk
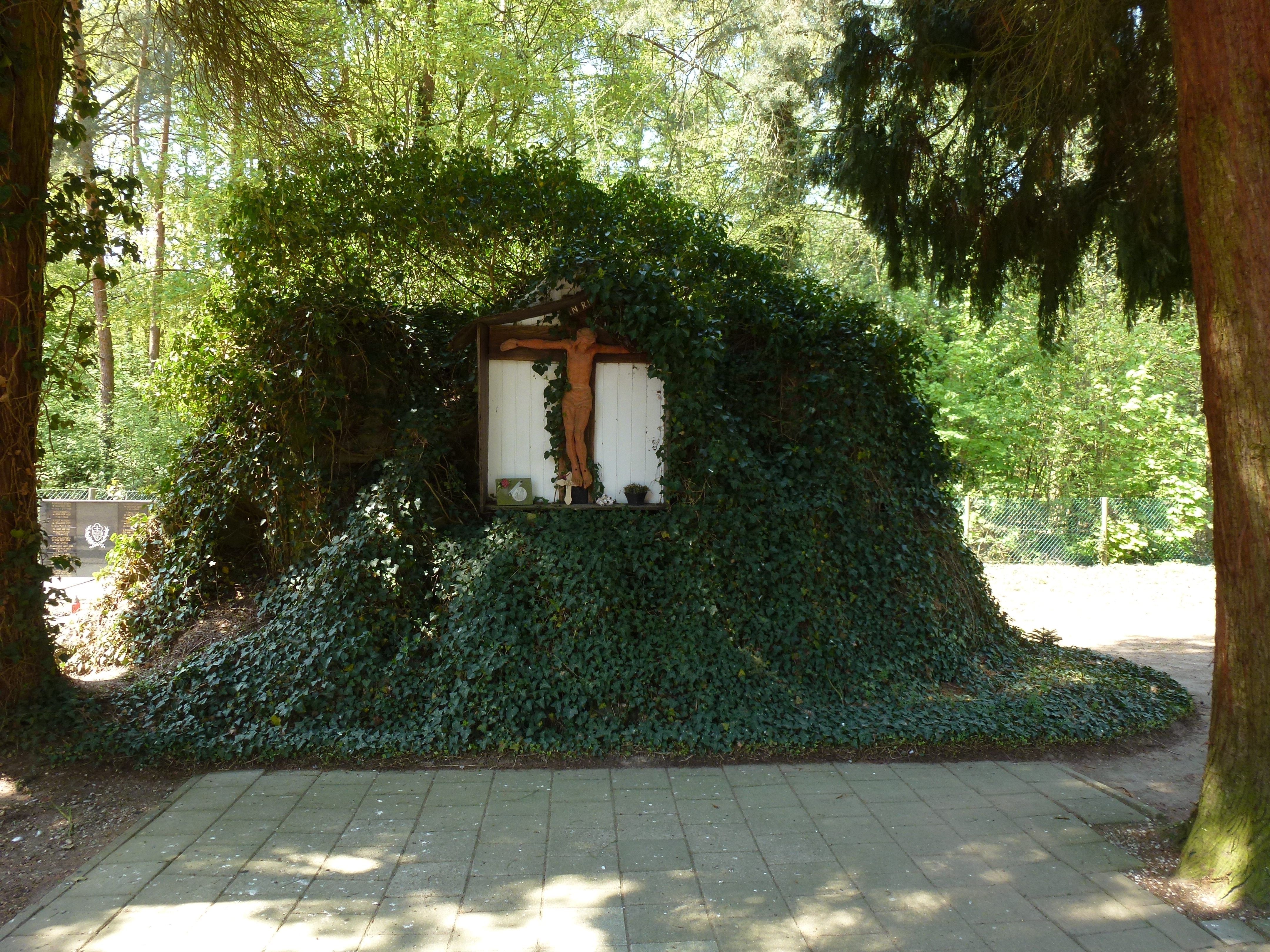
Kerkhofkruis
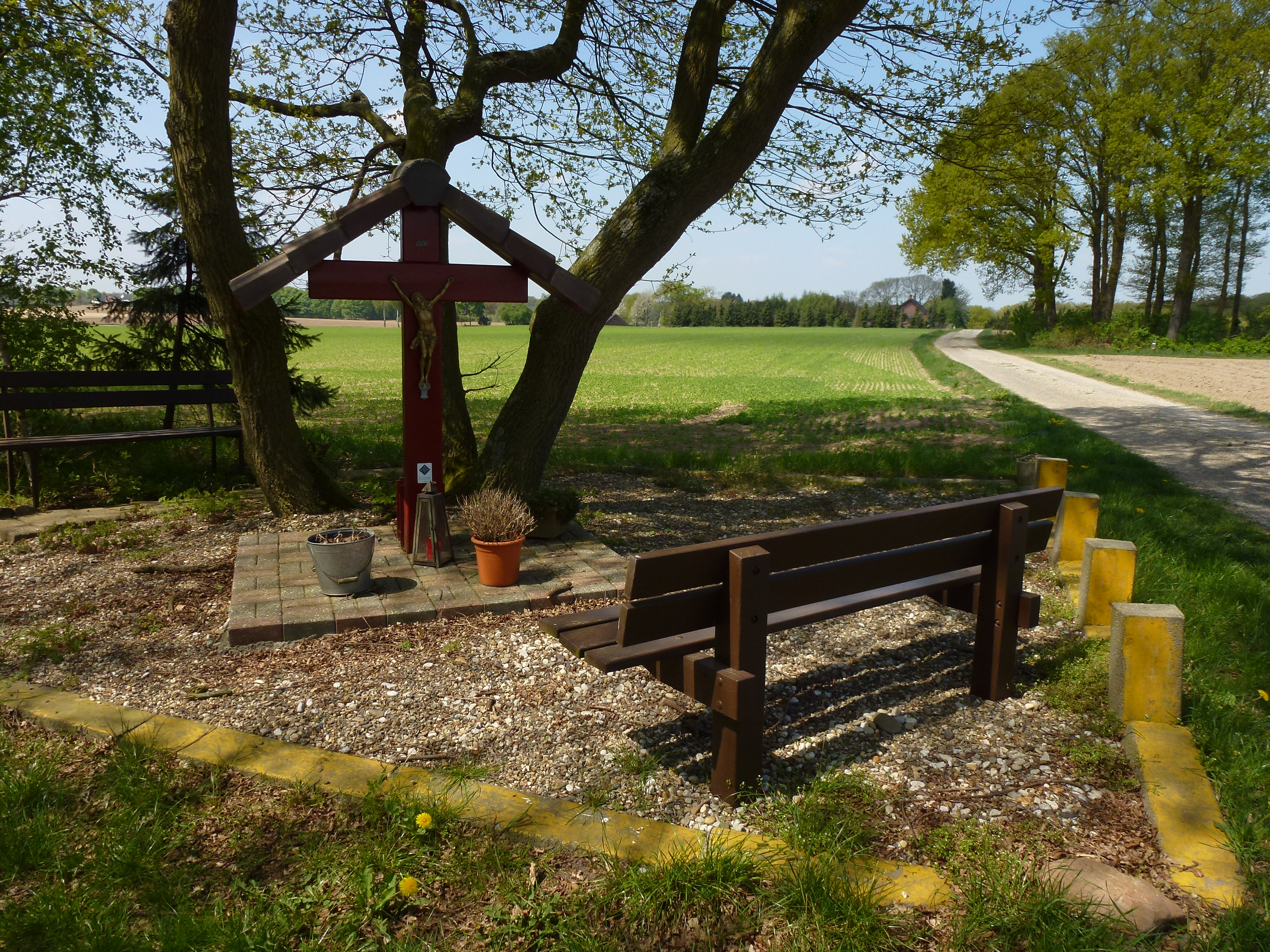
Wegkruis, Springweg
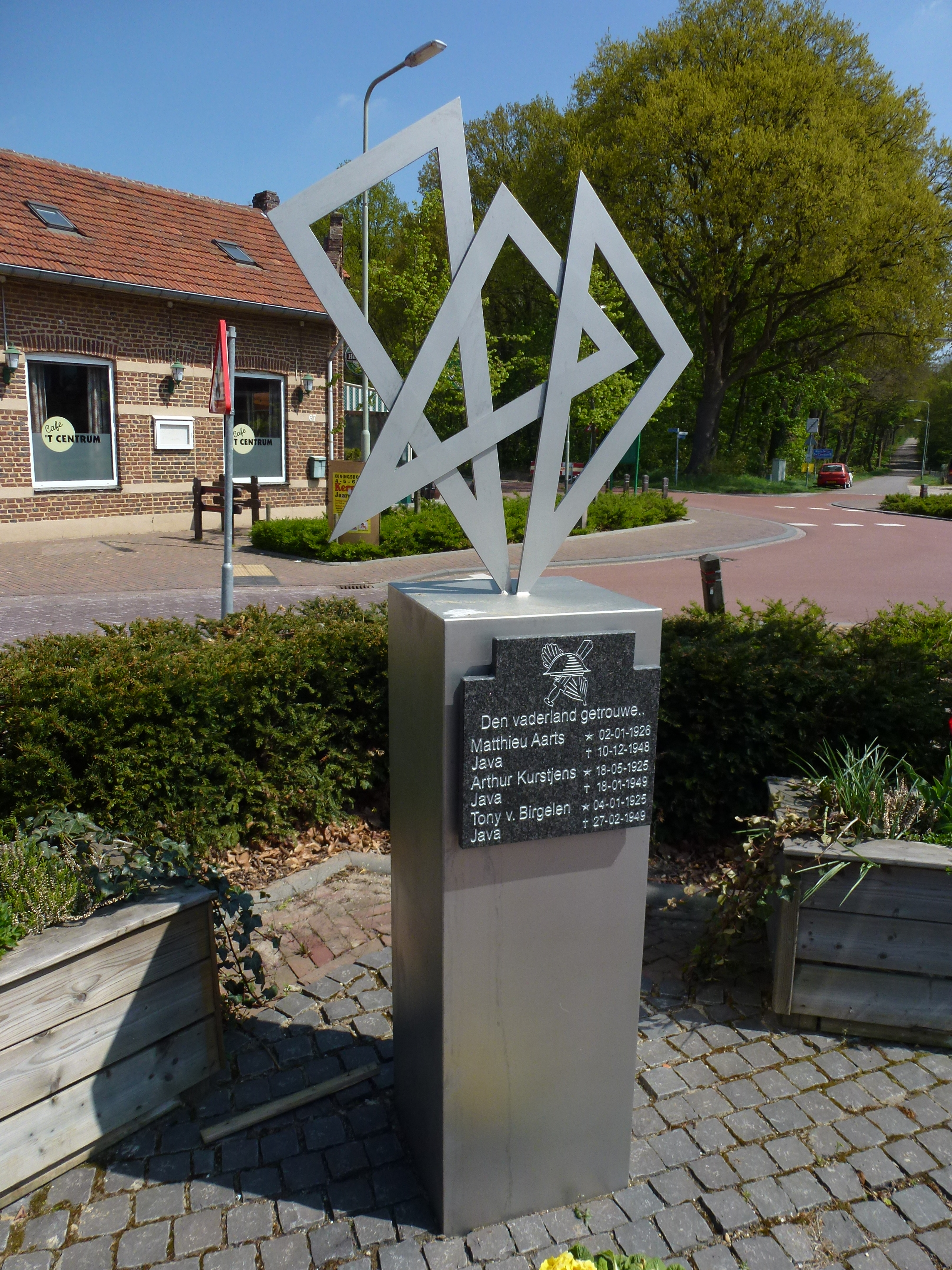
Indiëmonument, deel 1
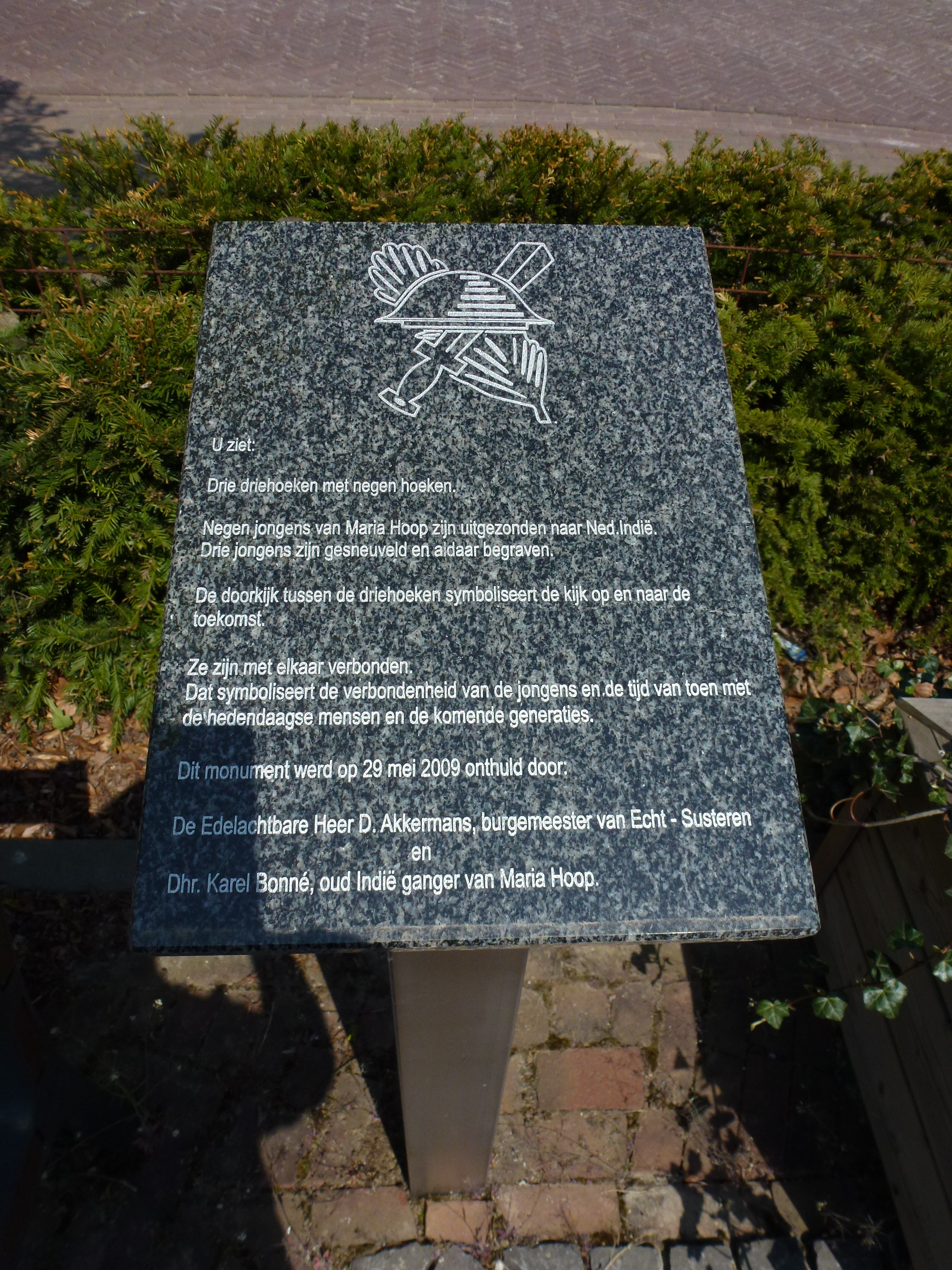
Indiëmonument, deel 2

## Natuur en landschap
Maria Hoop ligt op het middenterras van de Maas op het Geilenkirchener Lehmplatte, op een hoogte van ongeveer 37 meter. Direct ten oosten van het dorp verloopt de steilrand naar het hoogterras, in het Annendaalsbos. Naar het westen en zuiden strekken zich de natuurgebieden Het Haeselaar, Bos en Broek en De Kuyper uit. In het noorden ligt ontgonnen moerasgebied (Putbroek, Echterbroek, Achter het Esbroek), nu een grootschalig landbouwgebied. Maria Hoop heeft zijn ontstaan aan deze ontginningen, die einde 19e eeuw begonnen, te danken.
Ten zuidwesten van Maria Hoop liggen zandgroeven van vele tientallen ha, ten behoeve van de daar gelegen kalkzandsteenfabriek.

## Economie
Sedert enkele jaren bevindt zich aan de rand van Maria Hoop het bedrijf Animal Embryo Centre Diergaerderhof, dat zich bezighoudt met het toepassen van moderne voortplantingstechnieken voor met name paarden. Verder bestaat het plaatselijke bedrijfsleven vooral uit agrarische bedrijven, een takel- en bergingsbedrijf, een melkboerbedrijf en andere bedrijven van bescheiden formaat.
Wel ligt de kalkzandsteenfabriek Xella De Hazelaar, officieel tot Koningsbosch behorend, tezamen met uitgestrekte zandgroeven, ten zuidwesten van de kom op een tweetal km afstand.
In het verleden had men in het dorp ook nog een vestiging van de Boerenbond en een vestiging van de Rabobank, allebei gelegen aan de Kerkweg - maar deze hielden in de jaren 90 van de 20e eeuw op te bestaan. Andere (bij de dorpsbewoners goed bekende) ondernemingen die inmiddels zijn opgeheven zijn onder andere Slagerij Wolters en buurtsupermarkt Winkel Op de Hoek.

## Horeca
Centraal gelegen aan de Vlaskuilseweg is er "Café 't Centrum" dat per 1-1-2017 gesloten is. Iets verderop in het dorp ligt naast de kerk aan de Annendaalderweg Gemeenschapshuis "Annendaal", als buurthuis voor activiteiten van verenigingen en wijkhuis, feestzaal en als stembureau bij verkiezingen.
Verder kent het dorp ook een friture/café-restaurant genaamd "De Driesprong", ook gelegen aan de Annendaalderweg. In het nabijgelegen Putbroek kan men voor vertier ook terecht bij "Café Boszicht", dat te boek staat als een echt jagerscafé. In het verleden bestond er in Maria Hoop nog een ander café, namelijk het aan de Waldfeuchterbaan gelegen "Café Edelweiss"; deze hield in de jaren 90 van de 20e eeuw op te bestaan.

## Onderwijs
Maria Hoop heeft één plaatselijke, rooms-katholieke basisschool, namelijk Basisschool "De Bolleberg". De school, vanaf 1914 gelegen aan de Annendaalderweg maar sinds 1988 aan de Kerkweg, heeft haar naam ontleend aan de middeleeuwse motte Bolleberg (niet te verwarren met de gelijknamige motte Bolleberg in de naburige gemeente Waldfeucht), waarvan de overblijfselen in Putbroek aan de Boekhorstweg liggen.

## Verenigingsleven
- Een buurtvereniging genaamd Op Kantoer.
- Een Oldtimer club " Oldtimervrienden Berghoes"
- Drie golfbiljartclubs genaamd Deelgaard, Putbroekerboys en Boszicht. De clubs Putbroekerboys en Boszicht komen uit het gehucht Putbroek.
- Een carnavalsvereniging genaamd  K.V.'t Winterköningske.
- Een fanfare genaamd St. Paulus.
- Een scoutingvereniging genaamd Scouting Jeanne d'Arc. Het scoutinggebouw Het Rakkershol is gelegen aan de Annendaalderweg, naast het gebouw waar vroeger de plaatselijke basisschool gehuisvest was.
- Een voetbalvereniging (samen met Koningsbosch) genaamd Conventus '03.
- Twee vrouwenverenigingen genaamd Vrouwen Trefpunt Maria Hoop en Zij-Actief.
- Een gemengde zangvereniging genaamd "Corde et Animo"

## Nabijgelegen kernen
Haaren, Posterholt, Montfort, Pey, Koningsbosch
Kernen: Dieteren · Echt · Koningsbosch · Maria Hoop · Nieuwstadt · Pey · Roosteren · Sint Joost · Slek · Susteren

Buurten en buurtschappen: Aan het Echterbosch · Aan Reijans · Aasterberg · Baakhoven · Berkelaar · Christinawijk · Echterbosch · Frenkenshof · Gebroek · Gulickshof · Haeselaarbroek · Heide · Hingen · Hommelhof · Illikhoven · Kokkelert · Lange Bosschen · Liboscherveld · Mariaveld · Pepinusbrug · Pepiniushof · In de Mehre · Middelveld · Munsterveld · Oevereind · Ophoven · Oud-Roosteren · Putbroek · Schilberg · Sint Anna · Sint Antoniushoeve · Spaanshuisken · Visserweert · Vogelsang · Wolfskoul

Bedrijventerreinen: De Berk · Businesspark ML · Dieterderweg · De Loop · Wolfskoul

Limburg: Steden en dorpen      Nederland: Provincies · Gemeenten